# Allwyn D’Silva
Allwyn D’Silva (ur. 20 kwietnia 1948 w Bombaju) – indyjski duchowny rzymskokatolicki, w latach 2017–2023 biskup pomocniczy Bombaju.

## Życiorys
Święcenia kapłańskie otrzymał 19 kwietnia 1975 i został inkardynowany do archidiecezji bombajskiej. Pracował przede wszystkim jako duszpasterz parafialny. W latach 1977–1986 był diecezjalnym duszpasterzem powołań, a w latach 2012–2016 pełnił funkcję wikariusza biskupiego dla Mumbaju.
20 grudnia 2016 papież Franciszek prekonizował go biskupem pomocniczym Bombaju i nadał mu biskupstwo tytularne Dura. Sakry biskupiej udzielił mu 28 stycznia 2017 kard. Oswald Gracias.
13 maja 2023 papież Franciszek przyjął jego rezygnację z pełnionej funkcji.